# Izydor (Tupikin)
Izydor, imię świeckie Roman Władimirowicz Tupikin (ur. 27 maja 1974 w Krasnojarsku) – rosyjski duchowny prawosławny. 

## Życiorys
W latach 1992–1995 był studentem Państwowego Uniwersytetu Technicznego w Krasnojarsku. W 1995 wstąpił do seminarium duchownego w Moskwie. Po jego ukończeniu w 1999 kontynuował naukę teologii prawosławnej na studiach w Moskiewskiej Akademii Duchownej, uzyskując dyplom końcowy w 2003. W latach 1999–2007 był referentem komisji teologicznej przy Świętym Synodzie Rosyjskiego Kościoła Prawosławnego. W 2003 był ponadto asystentem prorektora Moskiewskiej Akademii Duchownej ds. wychowawczych, zaś od 2003 do 2007 – asystentem prorektora tejże uczelni ds. naukowo-teologicznych. Wieczyste śluby mnisze złożył 31 marca 2006 w soborze Trójcy Świętej w ławrze Troicko-Siergijewskiej, przyjmując imię mnisze Izydor na cześć św. Izydora z Chios. 16 kwietnia tego samego roku w cerkwi Opieki Matki Bożej przy Moskiewskiej Akademii Duchownej przyjął święcenia diakońskie z rąk arcybiskupa wieriejskiego Eugeniusza. Na kapłana wyświęcony został 19 grudnia 2006. W sierpniu roku następnego został mianowany rektorem seminarium duchownego w Jarosławiu. W 2009 otrzymał godność igumena.
Od sierpnia 2009 był pracownikiem Kancelarii Patriarchatu Moskiewskiego, specjalistą ds. eparchii i monasterów Kościoła. Służył także jako proboszcz cerkwi Świętych Piotra i Pawła w Moskwie-Lefortowie. W 2010 mianowany sekretarzem odpowiedzialnym Kancelarii Patriarchatu. Od lipca 2012 był także przełożonym Monasteru Wysoko-Pietrowskiego, zaś od grudnia tegoż roku – zastępcą przewodniczącego Wydziału Synodalnego ds. młodzieży.
12 marca 2013 Święty Synod Rosyjskiego Kościoła Prawosławnego nominował go na biskupa smoleńskiego, zwalniając go równocześnie z pełnionych do tej pory funkcji. 14 marca tego samego roku otrzymał godność archimandryty. 18 marca 2013 został wyświęcony na biskupa smoleńskiego i wiaziemskiego. Dwa lata później, w związku z utworzeniem metropolii smoleńskiej, otrzymał godność metropolity.
W 2016 przewodniczył delegacji Rosyjskiego Kościoła Prawosławnego na Światowe Dni Młodzieży w Krakowie.